# Harry Yarnell
Harry Ervin Yarnell (18 octobre 1875 - 7 juillet 1959) était un amiral américain qui participa à trois guerres (Guerre hispano-américaine, Première Guerre mondiale, Seconde Guerre mondiale).